# Assedio di Urgun
L'assedio di Urgun fu un assedio della guerra afghana che durò dall'agosto 1983 al 16 gennaio 1984 dove i mujaheddin tentano di conquistare la città difesa dall'esercito regolare della Repubblica Democratica dell'Afghanistan (DRA), ma nonostante i progressi iniziali alla fine vennero respinti e l'assedio venne tolto.
I mujaheddin usarono i carri armati T-55 catturati per cercare di conquistare la città, ma gli aerei sovietici ed afghani bombardarono senza sosta le loro posizioni, costringendoli a ritirarsi sulle montagne. Il 16 gennaio 1984, una colonna dell'esercito afghano riprese finalmente il controllo di Urgun. Si stima che nella battaglia siano stati uccisi circa 600 mujaheddin.

## Antefatti
A partire dal luglio 1983, un gran numero di combattenti mujaheddin iniziarono a concentrarsi attorno a Urgun. La città rappresentava un obiettivo politico, in quanto il governo mujaheddin in esilio appena formato aveva puntato su Urgun come futura capitale provvisoria.

## Assedio
Nell'agosto del 1983, i mujaheddin assediarono la fortezza di Nek Mohammed Kala, ma non riuscirono ad avvicinarsi poiché era protetta da campi minati e mitragliatrici pesanti. Tuttavia, il 18 settembre, gli insorti riuscirono a tendere un'imboscata a una colonna di rifornimenti e a catturare un carro armato. Un gruppo d'assalto di 65 mujaheddin irruppe attraverso la breccia, dopodiché la guarnigione di Nek Mohammed Kala si arrese rapidamente. Dei 243 prigionieri, la maggior parte fu rilasciata e a coloro che lo desideravano fu permesso di unirsi alla resistenza. Pochi giorni dopo, i mujaheddin completarono l'accerchiamento di Urgun, conquistando un avamposto di sicurezza su una montagna a ovest della città. La guarnigione della DRA fu costretta a fare affidamento sui rifornimenti aerei, poiché tutte le strade erano interrotte. Tuttavia, la strada tra l'aeroporto e la città era sotto il fuoco delle mitragliatrici dei mujaheddin, quindi i rifornimenti potevano essere trasportati solo con veicoli blindati. Per rafforzare le difese, la DRA inviò un gruppo operativo guidato dal generale Jamaluddin Omar, che ridispiegò un battaglione a sud di Urgun.
Nel gennaio 1984, i mujaheddin avviarono la seconda fase del loro piano, un assalto diretto a Urgun. Il piano prevedeva un attacco guidato dal carro armato catturato da sud, insieme a un attacco concertato da nord, guidato da un altro carro armato, e la diffusione del rumore dei motori dei carri armati da sud-est, al fine di ingannare i difensori sulla direzione dell'assalto principale. Dopo una preparazione di artiglieria, l'attacco da sud iniziò, e ottenne un iniziale successo. Il carro armato attraversò i campi minati a protezione di Urgun, distruggendo le mitragliatrici lungo il percorso, seguito da un gruppo d'assalto che travolse le posizioni del battaglione a difesa del sud della città. I soldati della DRA che sfuggirono alla cattura si ritirarono nel forte ottagonale, dove era di stanza il generale Jamaluddin Omar. Tuttavia, l'attacco a nord non ebbe mai inizio, poiché il secondo carro armato si era impantanato nella sabbia. I mujaheddin che erano entrati a Urgun iniziarono presto a esaurire le munizioni e un membro dell'equipaggio del loro carro armato fu ucciso. Il carro armato fu rimandato indietro per recuperare munizioni, ma alcuni mujaheddin lo interpretarono come un segnale di ritirata, e la guarnigione della DRA riuscì a contrattaccare e a cacciare i mujaheddin dalla città. Al mattino, aerei sovietici e afghani bombardarono e mitragliarono senza sosta i mujaheddin rimasti esposti, distruggendo il loro carro armato e costringendoli a ritirarsi sulle montagne.
Il 16 gennaio una colonna dell'esercito afghano irruppe a Urgun, togliendo l'assedio.

## Conseguenze
L'attacco contro Urgun faceva parte di un'offensiva generale dei mujaheddin nell'Afghanistan orientale. Un attacco concomitante contro Khowst fallì anch'esso, ma gli insorti riuscirono a catturare Jaji. I mujaheddin in Pakistan avevano ricevuto nuove armi e gli insorti mostrarono una nuova fiducia nel condurre operazioni su larga scala con diverse fazioni. Tuttavia, continuavano ad essere afflitti da divisioni interne. Nell'autunno del 1983, due equipaggi di carri armati disertarono dalla guarnigione di Urgun con i loro T-55, ma le controversie sulla proprietà dei carri armati impedirono il loro impiego in battaglia.